# 大木こだま・ひびき
大木こだま・ひびき（おおきこだま・ひびき）は、日本の漫才コンビ。1981年5月にコンビ結成。所属事務所は当初、ファースト企画であったが1983年、吉本興業へ移籍し現在に至る。

## 芸歴など
じっくりとしたテンポ、間を大事にする正統派しゃべくり漫才コンビであり、横山やすしにも絶賛されていた。人生幸朗ばりのぼやきや、庶民の暮らしをネタにしたりと、ネタの数は多い。また、ボケ・ツッコミ担当と一応役割が分かれてはいるものの、漫才の形式としては珍しく、こだまのボケに対してひびきがつっこみ、それに更にこだまが一種の屁理屈のようなボケでつっこみ返すというパターンを持っている。コンビ名の由来は、ともに新幹線開業前に東海道線を走った特急列車の名前（こだま・ひびき）から。「ひびき」は準急型電車で、「こだま」の混雑を補完する目的で運転されていた。
大木こだまはもともと、大木ひかりと漫才コンビを組んでいた。その後、ひびきとコンビを組み現在に至る。前のコンビ名は新幹線の名称（こだま・ひかり）から。
新コンビを結成した頃は、大阪・梅田の阪急ファイブ（現HEP）のオレンジルーム（現HEP HALL）で青芝フック・キックの主催により月一回開催されていた『ニュース寄席』に非定期出演していたこともある。吉本移籍後の初舞台は、1983年6月うめだ花月上席の「フレッシュコーナー」で踏む。

## メンバー
- 大木 こだま（おおき - 、本名：西山 利幸（にしやま としゆき）、1951年4月26日（74歳） - ）ボケ担当。向かって左側（下手）に立つ。大阪商業大学中退。
  - 大阪府吹田市出身。B型。尊敬する芸人は中田カウス。身長175cm、体重68kg。）。
  - 建設会社人事課勤務を経て、1973年に吉田正純（大木ひかり）と大木こだま・ひかりを結成。当時としては珍しく師匠を持たないノーブランド芸人だった。翌年1月に所属するケーエープロの根城だった大阪梅田のトップホットシアターで初舞台[3]。屋号の「大木」は、当時の漫才師にしては両人ともに長身であったことから採用された。大木凡人とは無関係である。ひかりは男前で、こだまも「井上順さんみたいな顔したはった」（大平サブロー談）という女性ファンの多いコンビだった[3]。名古屋・大須演芸場に出演した時、そこで共演したのが東京からのツービートであった。若き日のビートたけしは、「こだま・ひかり」の漫才を目のあたりにして大阪漫才のレベルの高さを感じたという。こだま・ひかりはその実力に違わず、1978年には第8回NHK上方漫才コンテストにおいて最優秀話術賞（優勝）を受賞した[4]。ただし、木津川計が編集長であった雑誌『上方芸能』第62号（1979年７月発行）は、「特集　はためけ“漫才王国の旗”」と題して、漫才ブーム一年前の沈静した状況の上方漫才界を特集したが、当時の若手漫才に対しての激励のコーナーにおいて、こだま・ひかりに対しては、「もっちゃりしたいかにも大阪人的しゃべくりの漫才、悪くいえば若さが感じられません」「大きな体の二人がマイクに覆いかぶさるようにボソボソ喋っているのは頂けないということ」と期待しながらも辛口の批評をしている。外見とは対照的に地味な芸風であった[5]。
  - そして、翌1980年には漫才ブームが起きる。すでに吉本系の劇場には月に十日の割合で出演していたが[6]、弱小プロであるファースト企画にその段階で所属していたこともあり快調にブームに乗れなかったため、日本テレビ『お笑いスター誕生!!』[7] にエントリーした。そこで最高潮にレベルアップしたこだま・ひかりは、「実はそうですねん」を得意のフレーズとして、両手を上げてコンブのように体を揺らせるギャグ等で、毎週のように会場の爆笑を獲得し続け、"10週ストレート勝ち抜き"（B&B、おぼん・こぼんに続く）でグランプリを獲得した[8]。くす玉が割れて紙吹雪が舞い皆から胴上げされて、表彰式でトロフィーを授与され、コンビ結成以来の最高の瞬間を迎えた（1981年2月4日）。
  - ところが、その受賞直後に事件が生じる。番組収録が終了してグランプリ獲得を祝う山野ホールの楽屋へ、上京してきた大阪府警福島警察署の刑事が突然入り、その場でひかりが薬物使用の容疑で逮捕された。天国から地獄へのまさかの転落[9]。「漫才版『砂の器』」（里見まさと談）。グランプリを剥奪され、程なくしてファースト企画はコンビの解散を決定した。当時この『お笑いスター誕生!!』のMCであった中尾ミエは、当番組に関して今も覚えている最もショッキングな出来事として、目の前で見た逮捕劇を挙げている[10][11]。当番組のプロデューサーであった赤尾健一によると、本番直前に山野ホールに来ていた福島警察署の刑事から、大木ひかりを覚せい剤取締法違反容疑で逮捕すると連絡が来ていたが、「グランプリが獲れるかどうかは分からないけどやらせて欲しい」「今すぐは勘弁して欲しい」と頼んだところ、「そんなこと関係ない」と言いながらも承諾して待機しててくれた。その結果、こだま・ひかりはグランプリを獲ったが、ひかりは逮捕状が出された後にすぐに連行されたという[10][11]。なお、ひかりはそれを機に芸能界を引退した。
  - 「第二のいとし・こいし（夢路いとし・喜味こいし）か！」とまで大木こだま・ひかりの将来性を嘱望し、こだまのポーカーフェイスのボケ芸を称賛していたのが、往年の人気コメディー番組『てなもんや三度笠』や『スチャラカ社員』の作者であった笑芸作家の香川登枝緒であった[12]。泣きながらコンビ解散を電話報告してきたこだまに対して「君はまだ若いのや、また出直さないと」と香川は激励したという。果たして、コンビ再結成の二か月後に行われた第2回今宮子供えびすマンザイ新人コンクールで、新生のこだま・ひびきは、抜群の成績で優勝（福笑い大賞）、表彰式で感涙にむせぶこだまを目の前にして、審査員であった香川も目頭を熱くした[13]（なお、2位は宮川大助・花子であった）。
  - 大学を中退して漫才師になりたいと思った若き日のこだまは、大胆にも、当時無名の前座漫才としてなんば花月に出ていた中田カウス・ボタンのカウスとの面会を申し出て会うことに成功し、近所の喫茶店に連れて行ってもらった。漫才師になる方法を質問して教わった上で、弟子にしてくれとカウスに願ったところ、「君は今すぐに漫才師になる必要はないよ」とカウスに諭され、弟子入りを断られたが、こだまはひるまず「僕の生涯の友だちになって下さい」と提案した。こいつ変わったヤツやなあと思いながらも、カウスは承諾してくれたという。また、こだまが漫才師になりたいと思ったのは、15分の舞台を1日2回演じさえすれば早く家に帰れる仕事である、という至って「合理的」な理由からであった。
  - 上岡龍太郎が司会をしていた『エキスタ寄席』（朝日放送）に、コンビを組んで約4年のこだま・ひびきが出演した回があった（1985年4月放送）。絶頂から一転の悲劇でコンビ解散〜一からのやり直しを余儀なくされたことで、相当な覚悟が必要だったのではないか、と上岡に質問されたこだまは、「確かにそうでしたけど思たんです。ここ（こだま・ひかり解散時）できれいに辞めるか、もういっぺん一から自分が新人の気持ちで頭を下げられるかで統計を取ったんです。そしたら、まだ自分は頭下げられる。自分より芸歴の浅い人の靴を揃えられる。そしたら漫才続けよう。そう決心しました」と答えた。なお、上岡龍太郎は「こだま君はエエ人ですよ」と、こだまの人柄を事あるごとに称賛していた。
  - こだま・ひびきを結成して2年後、吉本入りしたことによって、常打ちの舞台（なんば花月、うめだ花月、京都花月）に出るチャンスをようやく得たが、その前後で収入は約1/3に激減したという。それからも、舞台での漫才は受けるのになかなか売れず、テレビ出演に恵まれず、「自分は他の若手漫才師たちのように速くしゃべることが苦手だからインパクトが弱くて損をしている。どうしたらいいか」と中田カウスに相談し「それは君の短所ではない、むしろ長所。よそのヤツらは、ゆっくりしゃべりたくてもしゃべられへんだけや。自信を持てばいい」「君の性格からして、ブームを追いかけたらアカン。自分らの漫才忘れんとずっと頑張ってたら、そのうち“運”が時計の針みたいに、グルーッと一周して、おまえんとこでピタッと止まってブレークするから」などと激励されたという[14]。オール阪神・巨人や西川のりお・上方よしおの代演をしたり、時には吉本新喜劇にも出たりと、活動し続けた。
  - 新コンビを結成して4年後の1985年には、女性漫才コンビ海原さおり・しおりの海原さおりと結婚し[15]、二女をもうける。夫に比べて妻の収入が圧倒的に多い状況でのスタートであった。長女はフリーアナウンサー（元静岡第一テレビ）・西山加朱紗。次女はテレビ新広島のアナウンサー・西山穂乃加[16]。
  - 大相撲の春日野親方（元関脇栃乃和歌）に似ただみ声で、非常にねちっこいしべりを得意としている。後述のように、ネタやギャグの宝庫であり、ピンでの仕事も多い。
  - 横浜DeNAベイスターズ（元エース投手で現監督の三浦大輔とも親交がある）と、Jリーグ(J1リーグ)ガンバ大阪のファンである。
  - 桂文珍が1990年頃に司会していた『遊々!文珍クラブ』（朝日放送）にこだま・ひびきで出演した時、文珍は、こだまには芸人としての「フラ（持って生まれたおかしみや愛嬌）」があることを述べていた。
  - 本名で漫才作家としても活動しており、海原さおり・しおりのネタの脚本を手掛けていた。また、あまりメディアや舞台では披露されることはないが、声帯模写も得意としている（中田カウス・ボタン（一人二役でカウスとボタンを演じ分ける）、藤山寛美、鳳啓助、上田吉二郎、常田富士男等）。また、漫才コンビプラス・マイナスの兼光タカシは、こだまの声帯模写を得意としている。
  - 競馬についても造詣が深い。
  - 韓国ドラマの熱いファンである。時代劇にも造詣が深い。
  - 毎日夕食で同じものばかり（しかもそれだけ）を飽きるまで数か月間食い続けるという、変わったくせを持っている（例：マグロ、焼き豚、焼きシイタケ、梅干し）。
  - 特技は暗算。
  - こだま・ひかり時代、ピン（一人）での司会の余興をこなした時、トークで客席を笑わせる瞬間に自分から笑うクセが身に付いてしまい、その後しばらくは本業の漫才でもそのクセが抜けず、漫才が受けなくなったことがあった。それ以来、ピンでの司会は原則的に引き受けないことをモットーにするようになった。
  - 漫才の中で「どつき」を入れることを嫌う。かつて舞台でひびきに叩かれた時、真顔で「そういう漫才がしたかったらコンビ別れさせてほしい」と告げたという[17]。また、「親子で一緒に仲良く笑ってほしい」という理由から、下ネタも封印している。
  - 最近の若い芸人のマニアックなネタは分からないという先輩風を吹かすことは良しとしない性格。そうしたネタが客席に受けて自分が理解できないことを恥として、わかるまで繰り返して見ることをポリシーとしている。
  - 漫才のアイデアを仕入れると、そのアイデアを短冊に書いてストックしている。
  - 漫才における、ツッコミ役の鋭いセリフで笑いが左右されることが比較的目立つ傾向に対して寂しさを抱いており、強烈なボケで客を沸かせるような従来型の若手漫才の台頭を切望している。
- 大木 ひびき（おおき - 、本名：加藤 修（かとう おさむ）、1955年6月21日（70歳） - ）ツッコミ担当。向かって右側（上手）に立つ。滋賀県立彦根工業高等学校卒業。
  - 滋賀県彦根市出身。A型。身長178cm、体重71kg。
  - 上方落語協会相談役の桂春団治 (4代目)、現内閣総理大臣の岸田文雄、ナイツの土屋伸之に似ている。
  - 少年時代のあこがれの人は長島茂雄。
  - 元は歌手志望で「全日本歌謡選手権」の滋賀予選に応募し落選した事がある。
  - 1975年に歌手志望で東俳タレント養成所に入るも断念し、気晴らしで京都花月の舞台を見に行く。そこで見た中田ダイマル・ラケットの漫才に衝撃を受け、同年11月にダイマル・ラケットの弟子の中田アップ門下で、松竹芸能から中田ネオン・サインの中田ネオンとしてデビューし（つまりダイマル・ラケットの孫弟子にあたる）、こだまと同じく、トップホットシアターに出演していた。1977年の解散後、同年12月に秦欣嗣（古都ころん）と共に古都からん・ころんの古都からんとして活動。角座や新花月[18]といった松竹芸能系の舞台で漫才をしていた。1980年に第10回NHK上方漫才コンテスト最優秀話術賞を受賞した。からん・ころん解散後、大木こだま・ひかりを解散して映画出演（『吼えろ鉄拳』）等でピンの仕事をしながら相方を募集していた大木こだまとオーディションによりコンビを組み、現在に至る。
  - ひびき（当時からん）は、『お笑いスター誕生!!』で快進撃を続けるこだま・ひかりをテレビで観ながら、もともとは「引く」漫才を基調にしていた彼らが、「前に出る」漫才（特にこだま）をも合わせてこなすようにブラッシュアップしていることに、同じ漫才師でありながらしびれたという。
  - 売れていなかった時代には里見まさとの経営していた大阪・南方のスナック『キラーズ』でバイトをしていたことがある。
  - 独身時代、同じく独身の坂田利夫が格好の飲み友達であった。
  - 2015年、10歳年下の一般女性と約10年の交際期間を経て結婚。なお、吉本興業所属前に一度結婚歴がある[19]。

## 主な持ちネタ
※ひびきの振りに対してこだまが屁理屈で返す、バカにするのが基本形。
- ひびき「ようこそお越し下さいました」こだま「も〜わざわざ来てくれんでも良かったんや〜。電話したらわし、家まで行きましたのに!」ひびき「行きません行きません」こだま「ごもったいない話で」
  - 登場時、ツカミとして自己紹介が終わると必ず言う。
- こだま「よ〜見たら***やったんや〜」ひびき「んなもん、見てわからんのかいな?」こだま「わからへんねや〜」ひびき「ボケとったん?」こだま「ボケとんねや〜」ひびき「情けないなあ」こだま「情けないねや〜」ひびき「（ちょっと間をあけてから）お前何言うてんねん?」こだま「わからへん〜」
  - 序盤で必ず行われるやりとり。
  - 似たようなパターンで、ひびき「お前、おちょくっとんのか!」こだま「おちょくっとんねや〜」、またはひびき「お前、なめとんのか!」こだま「なめとんねや〜」というやりとりもある。
- こだま「そんな奴おれへんやろ〜」
  - 大阪弁（北摂弁）で「そんな奴いないだろう」。初出は元相方の大木ひかりを尋ねられた時。他にも主に島田紳助やダウンタウンが借用しており、大木こだま・ひびきの代名詞ともなっているネタである。こだまが、自分の見た変わった人についての話をしたのをうけて、ひびきが似たような話をした時、こだまが肩透かしをするような形で言う。年々、言い方がねちっこくなってきている。
- こだま「そら、アホやで〜」
  - 上と似たようなシチュエーションで使われる。これがオチになるパターンもある。
- こだま「そらそんでええやろ〜」
  - これも、上と似たようなシチュエーションで使われる。ただしオチにはならない。また、使うシチュエーションは似ていても、上の2つとは意味が逆である。つまり、（ひびきが）つっこむ必要は無いだろうというつっこみであって、オリジナリティが高い。続けてこだまは「そんでええやないか、そんな話今せんでもええねや、漫才終わったらじっくり聞いたるがな〜」とかぶせる。
- こだま「***は###せえへんやろ〜」
  - 話の中で、ひびきが言った表現（慣用句）に対するツッコミ。例えば「ハハア、金に物言わしてんねや!」とひびきが言えば「金は物言えへんやろ〜。金が物言うたら、銀行やかましいてしゃあないがな〜」と突っ込んだ後に、落語風に「なんや、えらいこの銀行さわがしいでんな〜」「すんまへんな〜、金が物言うてまんねや〜」
- その他の主な慣用句に対するツッコミ
  - ひびき「膝が笑ってるんや!」こだま「膝は笑えへんやろ〜。膝が笑うたら夜中やかましいて寝られへんがな〜」
  - ひびき「胸がおどる言うてね!」こだま「胸はおどれへんやろ〜。胸が躍ったらレントゲン取りにくいがな〜」
  - ひびき「足が棒になる言うてね!」こだま「足は棒になれへんやろ〜。足が棒になったら自転車乗りにくいがな〜」
  - ひびき「目くそ鼻くそを笑うやな!」こだま「目くそは笑えへんやろ〜。膝は笑うわ目くそは笑うわ、お前の周り大爆笑やな〜」
  - ひびき「猫の手も借りたいんや!」こだま「猫に手はあれへんやろ〜。あれは前足や〜」
  - ひびき「恥ずかしいて顔から火が出たんや!」こだま「顔から火は出えへんやろ〜。火が出たらライターいらんやないか〜」
  - ひびき「目ぇ光らしてるんや!」こだま「目ぇは光れへんやろ〜。目ぇが光ったら懐中電灯いらんやないか〜」
  - ひびき「肩落としてたんや!」こだま「肩は落とせへんやろ〜。いや、奥さん肩落としてはりますがな!肩落としましたて、おまわりさんに言いに行くんか〜い」
  - ひびき「目と鼻の先やね!」こだま「そない近ないで〜」
  - ひびき「目に入れても痛くないのよ!」こだま「目には入らんやろ～。お前の初孫の大きさこんなんか（親指と人差し指で大きさを示す）?それ目に入れたら、コンタクトやないか～い」
- また、「どこで見たんや〜」と返すパターンもある。
  - ひびき「ドングリの背比べやな!」こだま「どこで見たんや〜。お前ドングリが並んで背比べしてるとこ見たんか〜」ひびき「そやから、五十歩百歩やろ!」こだま「五十歩と百歩は全然違うやないか〜。五十歩と五十歩やったら同じなんや〜」
  - ひびき「弘法も筆の誤りやな!」こだま「どこで見たんや〜。ほな何かい、弘法さんは筆見たら「えらいすんまへん」て謝んのか〜い」
- ひびきがシャレなどを言った時のこだまの返し。
  - こだま「おもろいやないかい〜。腕上げたな〜」「ハハァ〜。なんかタクシー（や、新幹線などの乗り物）の中で黙ってると思たら、これ考えとったんやな〜[20]?んなこと言われたら焦るなおい〜」これにひびきが「嘘をつけ!!」などとツッコミを入れる。そして、ひびきをほったらかしにして次の話をする。その後、同じようなパターンになると、今度はこだまが「何やお前、二つも考えとったんか〜い」と言う。
  - ひびきが、「自分もこんなことがあった」的なネタを言うと、「そんな奴おれへんやろ〜」に続いて「へえ〜、***やったん?」を3〜4回繰り返し、これが出る。
- こだま「んなこと言われたらアンタ、往生しまっせ〜」
  - 主にオチに使用していたツッコミで、「そんな奴おれへんやろ〜」と並ぶ、こだま・ひびきの代名詞的なネタ。
- ひびき「お〜!夢みたいな話やな〜!」こだま「夢やがな〜」
  - 自分たちの写真が切手になる、世界的スターのコンサートに出演できるなどの話が来ているとこだまが言い出し、必ずこれが出る。同様に「嘘みたいな話やな〜!」（明らかに嘘とわかる話の場合は「嘘つけ!!」と言う）に対して「嘘やがな〜」というパターンもある。
- ひびき「***も###も一緒やないか!」こだま「そら別々のもんやないか〜い」
  - こだまに話をさんざん遮られたひびきが堪りかねて言う。例えばこだまがトイレの話をし、ひびきがそれに冷蔵庫の似たようなたとえ話を何とか食い込ませようとするが「誰が冷蔵庫の話をしとんねん?トイレやがな〜。トイレの話をしとんねや〜」と相手にされない。そこで「トイレも冷蔵庫も一緒やないか!（話の上では）」とひびきが言って、このやりとりになる。そして「ほなおまえとこ何かい?トイレ開けたら、ビール冷えとんのか〜い?」
  - こだま「（グルメリポートで行った鶏料理の店の料理がおいしくて）家族にも食べさせてあげたいんで鶏送ってもらえませんか？そしたら親切に送ってくれたで！代金着払いで…」ひびき「そんなんサギ（詐欺）やがな！」こだま「サギ（鷺）ちゃう！ニワトリ（鶏）や鶏の話をしとんねん！」
- こだま「***が###した話、聞く?」又は「***が###した話あんねんけど、聞くか?」
  - 今までの話題から、突然話題を変える。そしてひびきが「バラバラやがな!」と突っ込む（以前は突然話題を変える時、「***は###やな〜」などもある）
- こだま「チッチキチー」
  - 「チッチキチー」と言いつつ腹の部分に「チ」と書かれた親指を立てて突き出す。
  - 「んなこと言われたらアンタ、チッチキチーやで〜」というふうに、「往生しまっせ〜」と似たような場面で使われる。但し下記のような説明を要するので、オチになる場合は2回目に使った時となる（3回以上使うことはない）。
  - ひびきに「どういう意味やねん?」とつっこまれると「意味はないけど楽しい言葉やないか〜。これがあるからコマーシャルにも出れとんねや〜（「笑点」に出演の場合は「これがあるから笑点に呼んでもろてるんやないか〜い」と言うことも）これがなかったら普通のおっさんやで〜」。踊る!さんま御殿!!で「チ」を指の腹に書いては消すのが面倒だったので、親指に貼る「チッチキチーシール」を開発。また、2006年には当時東京ヤクルトスワローズに所属していたアレックス・ラミレスが、本塁打を打った後のパフォーマンスの一つとしていた。
  - このギャグの発端については下記概要を参照のこと。
  - 小島よしおがブレイクした頃にはパターンを変えると言い「そんなのチッチキチー」と拳を振り下げてから親指を突き出すパターンもあった。
- ひびきがこだまの話に対し「おれもこんなことあったんや」と、自分の話を言いかけるが、こだま「お前は無い〜」ひびき「あるがな！！」こだま「あっても言うな〜。」ひびき「言わなわからへんやろ！！」こだま「聞きたない〜。」
  - こだまの話に対してひびきも経験談を話そうとすると、すかさずそれを遮る。
- ひびき「そんなん、おかしいやないか!」こだま「おかしかったら笑わんか〜い」
- オチでひびきが「もうええわ!」と言うと、こだまが「ええことあるか〜い」と返す。これはオチなので、これで漫才が終わる
- TVドラマなどに突っ込む。例：「最後30分見たら、犯人が全部喋ってくれよんねや〜」「主人公が犯人呼び出しよんねん。それがたいがい断崖絶壁や」「犯人が主人公を殺そうとした時にパトカーが来る・・・はよ殺さんかい!」など。さらに、それに答えてひびきもTVドラマに突っ込みを入れ、こだまが「そんな奴おれへんやろ〜」または「そらそんでええやろ〜」と返す。

## 受賞歴
- 1981年 第2回今宮子供えびすマンザイ新人コンクール 福笑い大賞
- 1981年 テレビ朝日 ザ・テレビ演芸 3週勝ち抜きチャンピオン
- 1987年 第22回上方漫才大賞 奨励賞
- 1991年 第20回上方お笑い大賞 金賞
- 1992年 第27回上方漫才大賞 奨励賞
- 1996年 第25回上方お笑い大賞 大賞
- 1996年 第31回上方漫才大賞 大賞
- 2005年 第34回上方お笑い大賞 大賞
- 2006年 第41回上方漫才大賞 大賞

## 舞台の出囃子
GOLD WAX「スーパースリック」（アルバム『きみはちょうどいい』に収録）

## 概要
こだま・ひびきといえば、こだまの「チッチキチー」のギャグが有名で、これで初めて全国区人気にのし上がったと思われることが多いが、そうではない。
コンビ結成当時、弱小プロ所属であり、また例の事件からそれほど時日が経過していなかったこともあってか、常打ち劇場には出演しないマイナーな存在ではあった。（ちなみに、結成直後、「お笑いスター誕生」の公開録画の冒頭で、「大木こだまさんがひびきさんと新コンビを結成されました」と中尾ミエから紹介されて客席にあいさつをしたが、番組の方針で放送はカットされ再チャレンジは叶わなかったらしい（ヒロ吉田談））。テレビ出演としては、関西テレビの『花王名人劇場』やテレビ朝日の『ザ・テレビ演芸』に出演したことが目立つ程度であった。
にもかかわらず、旧コンビ（こだま・ひかり）での「幻のグランプリ受賞」の業績がそこそこには知られていたことも多少手伝って、コンビ結成直後からその正統派的な実力は評価されていた。事実、こだま・ひびきが“手見せ”（オーディション）に合格して吉本入りして間もなくの頃、まだ大阪でデビューして間のないブレークする以前のダウンタウンの松本人志は、雑誌「マンスリーよしもと」やラジオ大阪の番組『上方漫才の道』のインタビューで、「面白いと感じる漫才は、こだま・ひびきさん」と述べていた（『上方漫才の道』で聞き手であった放送作家・新野新は松本に対して、「そのへんもマイナーで迫ってくるなあ」とうなった）。横山やすしが絶賛していたのも上述の通りである。海原小浜も、出演したテレビ番組 で、こだまのボケ芸をしばしば評価していた。詩人・小説家・文芸評論家である富岡多恵子は、自らのエッセイ本 において、こだま・ひびきの漫才を絶賛している。
ただし、玄人筋の評価とは相反して、漫才ブームの退潮、再結成コンビであること、加えて、心斎橋筋2丁目劇場を拠点とする若手芸人たち（ダウンタウン、ハイヒール、トミーズ等）とは明らかに一線を画す世代の芸人という事情もあって、世間的に売れるのには相当な時間を要したことは否めない。西川のりおは、「こだま・ひびきとダウンタウンは重複する。こいつら、二組ともは売れへん」 という旨を述べていたが、実際（少なくとも短期スパンでは）その通りになったのであった。「（こだま・ひびきは）面白くて上手いけど、正統派すぎて個性がない、地味である」が一般的な評価であった。
とはいえそうした中、前述の中田カウスのアドバイス、ザ・ぼんちの里見まさとの助力で開催された近鉄小劇場での漫才リサイタル等が、漫才コンビ大木こだま・ひびきの地位を確かなものとした。1987年にダウンタウンと共に第22回上方漫才大賞奨励賞を獲得したのを皮切りに、漫才関連の受賞を増やし始め、遅くとも1990年代前半には、既に中堅クラス以上、実力随一と目される存在にまで達した（中田カウスから「銭のにおいがしてきたな」と褒められたのもこの頃）。
そして、1996年には、第31回上方漫才大賞 と第25回上方お笑い大賞をダブル受賞。上沼恵美子が「今この人たちの漫才が一番好きなんですよ」と自身が司会するテレビのお笑い特別番組でこだま・ひびきを褒めていたのもこの時期であった。この頃、カウス・ボタンとこだま・ひびきが、「今最も充実した漫才コンビ2組」としてピックアップされ、西川きよしと桂文珍が司会するテレビ番組『目玉とメガネ』（読売テレビ）に出演している。ここで、「僕が今一番尊敬する漫才さんはこの人たち（こだま・ひびき）」と中田ボタンは主張していた。中田カウス曰く「今、周り見渡しても競争相手なんかどこにもいてへん。そやけどこだま・ひびきだけは侮ったらあかんなと感じる」。この時代には、ほぼ現在のこだま・ひびきの漫才のパターンがもう概ね完成されていたと見なしてよい。
その後も力を持続し続け、上方お笑い大賞（第34回）と上方漫才大賞（第41回）を各一度受賞。前述の受賞歴が示すとおり、ベテランの域に達した押しも押されもせぬ吉本興業の看板コンビとなって久しい。
かつては、警官とバイクに乗る人、寿司屋の店員と客、保険のセールスと客、といった設定での小コントを漫才の中に組み込むこともあったが、現在はほぼ皆無である。また、ある時期には、世間でよく知られたことわざをひびきが引用するとこだまはそれに逆らい、ひねった自己流の言い回しを言い返し続けて笑わせるネタをしていた（例:ひびき「犬も歩けば棒に当たる」→こだま「犬も歩けばくたびれる」、ひびき「坊主丸儲け」→こだま「坊主丸坊主」等）。
また、「チッチキチー」が流行る以前から時々日本テレビ『笑点』に出演し漫才を披露していたほか、みうらじゅんの肝いりもあって、月に1回は東京・渋谷でライブを開催するなど、大ブレイクとはいかないまでも既に全国的にそれなりの人気は獲得していた。もっとも、関西ローカルの番組では、たびたび関西圏と関東圏の笑いのツボの違い（関東圏では関西圏でウケるべき所でウケず、逆に関西圏でウケないような所でウケることがある）を漫才のネタにしてぼやいていた。
「チッチキチー」という言葉は、日本テレビ系バラエティ番組『ぐるぐるナインティナイン』で食事してコメントをする役で出演した際に誕生した。一度にたくさんの店をまわったため、最後のほうでは満腹になってしまい、コメントを求められた際に的確なコメントができず思わず発した言葉である。但し別の番組では「その時食べたラーメンが何の特徴もない味だったので、コメントに困って言った」とも言っている。
その後、2005年1月8日、フジテレビ系人気バラエティ番組『めちゃ×2イケてるッ!』内でナインティナインの岡村隆史が番組内で「チッチキチー」や「往生しまっせ」を頻繁に使用し、全国的にギャグとして定着した。同年2月19日・26日には同番組の人気企画「第8回笑わず嫌い王決定戦」に出演した。なお、こだまは親指に貼る「チッチキチーシール」なるものを所持しており、ゲスト出演した番組の司会者によく渡している。とくに明石家さんまはもらった際に「チッチキチーシールだ〜!!」と子どものようにはしゃいで喜んでいた。
- 「チッチキチーシール」は10枚250円で、NGK（なんばグランド花月）でのみ販売。シールは3色あり、最近は「チッチキチーネックレス」なるものも販売されている。絆創膏でも「チ」の字がついたものが販売されていた。
- 2005年に、サザンオールスターズのライブツアー『みんなが好きです!!』で、MC中に原由子が恥ずかしそうに「チッチキチー」を披露した。

なお後述の通り、チッチキチーの流行に乗じて、小室哲哉のプロデュースでインターネット配信曲「チ」が発売された。その制作中に小室は、この曲の歌い手となったこだま・ひびきの漫才を何度か聴いて、どんな時も漫才が一定のテンポ（BPM=78）をキープしていることに舌を巻いたと、自著で明かしている。
島田紳助は日本テレビ系の『謎を解け!まさかのミステリー』で「そんな奴おら（へ）んやろ（orおらんがな〜）」を使用したのをきっかけに『行列のできる法律相談所』でもこだまがゲスト出演するまでしょっちゅうネタにしていた。これは、昔NHK上方漫才コンテストの優勝で感涙にむせぶこだま（こだま・ひかり）に向かって、紳竜の優勝を周囲に公言していた紳助が悔しさのあまり「泣くな、ボケ」と暴言を吐いた事を、27年越しに本人にお詫びしたい気持ちから言っていたもの（「第34回上方お笑い大賞」のこだまひびきに対する応援メッセージより）。だが、当のこだまは紳助が苛立ちのあまり花束を床にたたき付けたのを見て「なんでこいつ、こんなに自信満々なんやろ？」と興味を持ち、それから紳竜の漫才に注目していたという。なお『行列のできる法律相談所』（2005年7月3日）、フジテレビ系の『クイズ!ヘキサゴン』（2005年8月17日）にはこだまが登場しており、その後も紳助の番組に時々出演している。
ひびきは鼻をさわりながら「プンプン」と言うギャグがある、五木ひろしの物真似でも有名。
2006年1月5日にはニッポン放送系の深夜番組『オールナイトニッポン』を担当した（本来のレギュラーはナインティナイン）。
両者ともに以前に比べて痩せているが、健康であるとテレビ番組でコメントしている。
歌手の桑名正博は、テレビ番組で共演したこだま・ひびきのことを、「大木（おおき）さん」と呼んでいた。
博多華丸・大吉がこだま・ひびきを尊敬していることは、彼らが出演するテレビ番組（『あさイチ』等）やネットの記事においてしばしば紹介されている。また、メッセンジャーやシャンプーハットもこだま・ひびきへの敬意をテレビの漫才番組で何度か示している。このように、彼らへの尊敬を隠さない後輩芸人は少なくない。
KinKi Kidsの堂本剛も、こだま・ひびきのファンであることを公言しており、主演するTBSテレビドラマ『天魔さんがゆく』の中で、突然のようにキレながらこだま・ひびきをマニアックに褒めちぎりまくるというエキセントリックな役を演じた。
また、文芸批評家の柄谷行人も、こだま・ひびきに強い関心を示しており、自著のあとがきで、「私は、大木こだま・ひびきの漫才に、肯定が否定であり、否定が肯定であるような、弁証法の『こだまとひびき』を感じたのである」と記している。
小説家の泉ゆたかも、X(旧Twitter)において、こだま・ひびきのファンであることをコメントしている。
2021年現在においても、NGK（なんばグランド花月）、よしもと西梅田劇場、よしもと祇園花月等の吉本系の劇場への定期的な出演は維持しており、NHK総合テレビジョン『バラエティー生活笑百科』、NHKラジオ第1放送の伝統的番組『上方演芸会』や上述日本テレビ『笑点』等へも逐次的に出演している。
2019年新春のNHK『新春生放送!東西笑いの殿堂2019』で演じた漫才の中で、こだまはDA PUMP『U.S.A.』のダンスを我流で踊って笑いを誘っていた。また、2021年の『新春生放送!東西笑いの殿堂2021』で、ひびきが「足が棒になる」と言うべきところを「犬が棒になる」と言い間違えたのを、こだまが巧みにフォローして爆笑を取っていた。「2万9千8百円のマルチーズが棒になるんかい！」
「コンビ結成以来一度もケンカをしたことがない」と二人の弁。「コンビでケンカした方がエエとアドバイスしてくれる先輩とかもいたはるけど、結局、ケンカしても何も残らんし、折れた方も気ぃ悪い。そやからウチは最初から互いに干渉しないようにやってきた」（こだま）
小説家・放送作家の浜口倫太郎が初めて書いた漫才台本は、こだまひびきの漫才であった。

## 出演CM
- 京阪不動産(こだま・ひかり 1980年)
- オウミ住宅
CM内では「往生しまっせ〜」を「オウミにしまっせ〜」ともじって言っている。
- オートバックス
CM内ではこだまが「車が買えるよチッチキチー」と歌っている。
- ケイ・オプティコム
こだまのみ出演。なるみと夫婦役で出演。
- ミスタードーナツ
こだまひびき両者がミスドに客として現れる。やりとりの中で、ひびきが「ひびきは無いんか？」と聞くと、店員が「そんなもん無いやろ〜」と、こだまの真似をして言う。「チッチキチッチッチー ミスタードーナツ」というフレーズが流れている。
- エービーシー・マート（ABC MART）
- 静岡第一テレビ
こだまのみ出演。長女の西山加朱紗（同局アナウンサー）と開局35周年キャンペーンCMに親子で出演。
- ACジャパン（2025年）[34]
日本耳鼻咽喉科頭頸部外科学会支援キャンペーン「耳漫才」での「ミミーズ」の声を担当。

## 出演映画
- （大木こだま）「吼えろ鉄拳」(1981)　神戸の三吉役
- （大木ひびき）「大阪物語」(1999)
- （こだまひびき）「花のお江戸の釣りバカ日誌」(1998)

西田敏行がこだま・ひびきの大ファンであり、その縁で出演。
- （大木こだま・監督）「想い出川」（YOSHIMOTO DIRECTOR'S 100 〜100 人が映画撮りました〜）

## 出演テレビドラマ
- 東芝日曜劇場 第1728話「大阪物語 父と逢う春」（1990年、毎日放送）
- 日本名作怪談劇場（第6話）『怪談･利根の渡し 怨念に燃える座頭針』（1979年、東京12チャンネル）- 松蔵（こだま）
※大木こだま・ひかりで出演
- 斬り捨て御免! 第1シリーズ第24話「野獣討つべし」（1980年、東京12チャンネル）- 人足（こだま・ひかり）
- 木綿のハンカチ〜ライトウインズ物語（1997年、NHK）
- 盤嶽の一生 第6話「流れ者」（2002年、フジテレビ） ‐ 仙吉（こだま）、茂兵衛（ひびき）
- 水戸黄門 第30部 第16話「浪花の恋の夢芝居 -大坂-」（2002年4月19日）- 亀吉（こだま）

## レギュラー番組
- ラジオ突撃隊（KBS京都ラジオ）1994年に終了
- ポップ対歌謡曲（ABCラジオ）1995年に終了
- （大木こだま）ラジオよしもと すこぶる元気!（ラジオ大阪）2013年に終了

ただし、ひびきも時々ゲストで登場。
- （大木こだま）生×カラ!TV（サンテレビ）
- （大木こだま）TSSプライムフライデー（テレビ新広島）

「家族で晩ごはん買いまSHOW!」を同局アナウンサーの次女・西山穂乃加と担当

## DVD
- 「結成25周年 走れ!エンターテイナー〜スーパーライブ〜」

## インターネット配信
- 「チ」（プロデューサー：小室哲哉）

2006年1月11日に配信開始。iTunes Music Storeのデイリーチャートで最高4位を記録。2006年4月26日にCD発売。
小室の作曲したメロディに、大木こだま・ひびきの漫才を乗せた楽曲。本人は歌詞を忘れてしまっているため、もはや歌うことができない（2006年5月に「うたばん」（TBS）に出演した際に大木こだまが発言。MusiG（日本テレビ）にも出演）。

## 弟子
以下大木こだまの弟子
- 大木ゆう作（元「うがじん」、現「優駿」）
- 大木つばさ（元「つばさ・きよし」）
- 大木はんすけ（元「漫天」。2020年より出身地である香川県丸亀市の住みます芸人。その際「大木亀丸」と改名）

大木ひびきの元弟子
- 大木こん松（元「こん松・せんべい」。現在は廃業）

## 関連人物・項目
- 海原さおり・しおり
- 中田カウス
- 坂田利夫
- 西田敏行
- 里見まさと
- 博多華丸・大吉（特に大吉は、こだまに師事している）
- とんねるず
- シルク
- 明石家さんま
- ナインティナイン
- 和泉修
- 島田紳助
- 香川登枝緒
- 杉本清
- 西山加朱紗（こだまの長女、元静岡第一テレビ（SDT）アナウンサー）
- 西山穂乃加（こだまの次女、テレビ新広島（TSS）アナウンサー）
- 山本誠（こだまひびきの“座付作家”、数多くの台本を手がけている）
- みうらじゅん